# Oliver Ross
Oliver Ross (født 10. oktober 2004) er en dansk professionel fodboldspiller, der spiller som angriber for Superligaen-klubben AaB. Han er lillebror til Mathias Ross.

## Karriere

### AaB
Oliver Ross kom ligesom sin storebror Mathias Ross til AaB fra partnerklubben Aalborg KFUM.  Han arbejdede sig op gennem ungdomsrækkerne og fik sin debut for førsteholdet i en pokalkamp mod FIUK den 31. august 2021, hvor han scorede to mål i en 13-0-sejr.   Senere i den sæson, den 20. marts 2022, fik han sin danske Superliga-debut mod Brøndby IF.  Ross spillede også i 10 af de sidste 11 kampe i sæsonen for AaB.
Den 22. juni 2022 underskrev Ross en ny aftale med AaB indtil juni 2025 og blev permanent rykket op til førsteholdstruppen.  I august 2022 var der rygter om, at den italienske storklub AC Milan havde budt på Ross, men AaB's prisvurdering af Ross betød formentlig, at handlen aldrig blev udført, og Ross blev derfor i AaB.  